# Неандер, Эва
Эва Лидия Каролина Неандер (швед. Eva Lydia Carolina Neander; 3 апреля 1921, Юккасьерви — 22 февраля 1950, Гётеборг) — шведская писательница и поэтесса.

## Биография и творчество
Эва Неандер родилась в 1921 году в Юккасьерви, а её детство прошло в Хернёсанде. Родителями Эвы были Юхан Неандер, школьный инспектор, и его жена Эмилия. Отец умер, когда девочке было шесть лет; мать вышла замуж повторно и семья переселилась в Гётеборг. Там Эва окончила школу и училась в университете, после чего работала журналисткой в различных газетах и журналах.
Писать Эва Неандер начала очень рано, причём её рассказы печатались в воскресном приложении к Svenska Dagbladet, когда ей было всего двенадцать лет. В 1945 году её рассказ «Vilse» получил премию издательства «Åhlén & Åkerlund», а в 1946 году на основе этого рассказа писательница создала свой первый роман, «Dimman» («Туман»), центральный персонаж которого, девочка по имени Битте, слишком хрупка и уязвима, чтобы найти себе место в мире, и взросление приносит ей лишь новые испытания. От остального мира её словно бы отделяет туман, одновременно пугающий и служащий защитой, и постепенно Битте окончательно погружается в него.
В 1947 году вышел поэтический сборник Эвы Неандер, «Död idyll». За ним последовали два сборника рассказов: «Staden» и «Nattljus». Второй роман писательницы, «Vattnet», представляет собой единственное произведение писательницы, в котором главной героиней является сильная независимая женщина, которая хочет жить и не желает сдаваться перед лицом трудностей.
Зимой 1950 года Эва Неандер была найдена мёртвой у озера Унден. Её оставшийся незавершённым роман, а также сборник поэзии и прозы «Lilla bror och lilla syster», были опубликованы посмертно. Её творчество, надолго забытое, было вновь открыто в 2000-х годах, после переиздания её книг, и получило заслуженное признание.